# Andreas Larsson

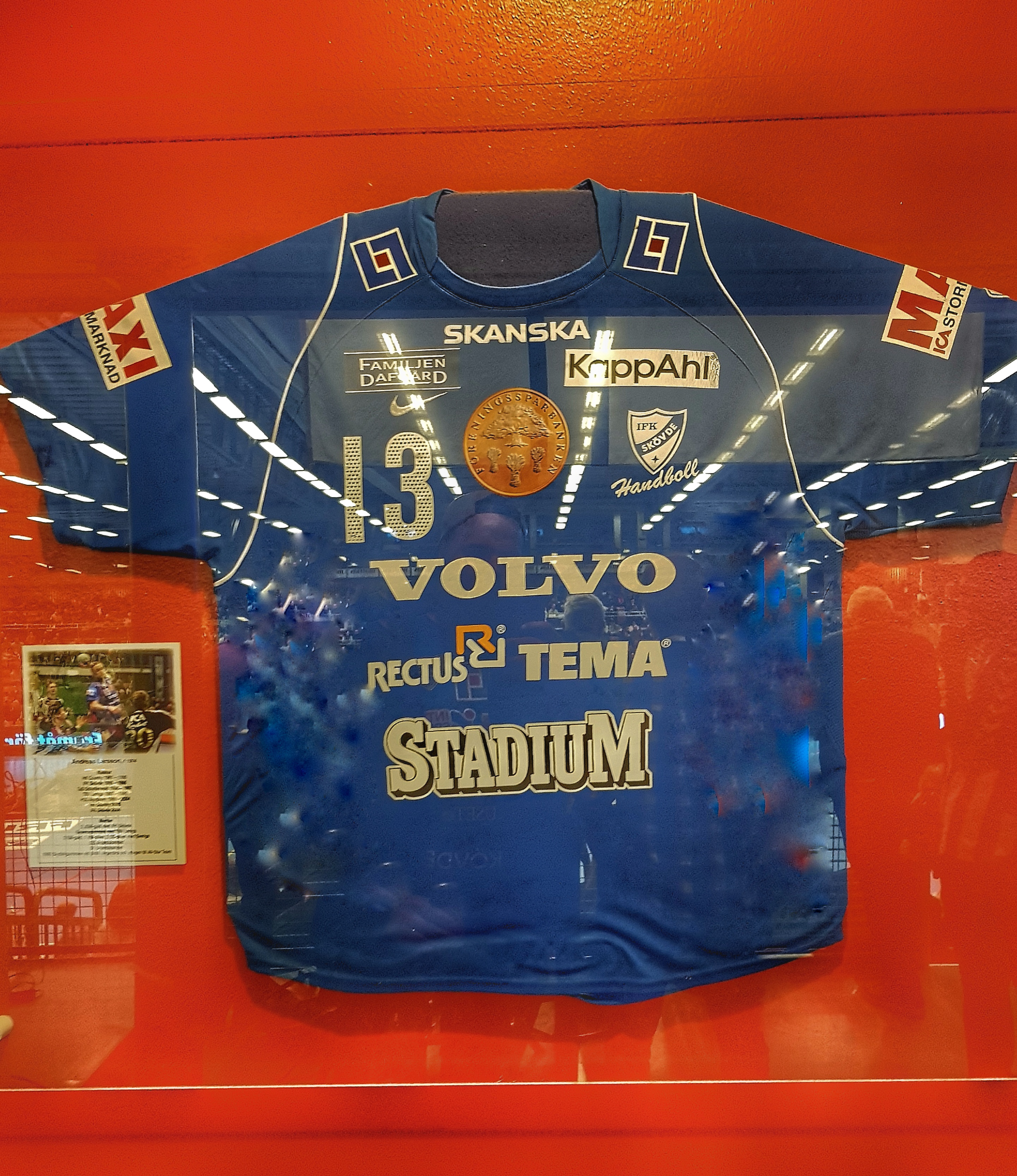
Larssons pensionerade tröja i Arena Skövde.

Peter Andreas Larsson, född 13 augusti 1974 i Stöpen, Skövde kommun, är en svensk före detta handbollsspelare (högernia). Han spelade 125 landskamper och gjorde 300 mål för Sveriges landslag från 1993 till 2003.

## Klubbkarriär
Andreas Larsson har HK Country som moderklubb. Larsson började spela handboll tidigt, men körde också motocross parallellt med handbollen. Som 16-åring började han på Motocrossgymnasiet i Tibro och bytte samtidigt handbollsklubb till IFK Skövde. Till en början kombinerade han träning med IFK Skövde med motocrossen men till slut, när han fick kliva upp i A-lagstruppen, beslöt han sig för att satsa helhjärtat på handbollen. Han bytte då också gymnasium och började på handbollsgymnasiet. Under gymnasietiden gjorde han såväl elitserie- som landslagsdebut.
Totalt spelade Larsson 107 matcher och gjorde 500 mål för IFK Skövde innan han 1996 blev proffs i Tyskland. Han spelade först en säsong för TuS Schutterwald och bytte sedan till TBV Lemgo där han spelade i två säsonger. Den största delen av karriären i Tyskland spelade han för HSG Nordhorn, 1999–2004.
Larsson avslutade först karriären i sin moderklubb HK Country. 2006 gjorde han comeback för IFK Skövde och var med i slutspelet till dess att infektion i knäet stoppade vidare spel.. Match och målstatistiken i infomall gäller båda perioderna han spelat i IFK Skövde. 

## Landslagskarriär
Andreas Larsson debuterade i landslaget den 10 juni 1993 mot Kirgizistan i Syrakusa, Italien. Han spelade sedan 126 landskamper för Sverige med 300 gjorda mål. Detta var framgångsrika år och förutom två OS-silver blev han Europamästare tre gånger i rad 1998, 2000 och 2002. Till detta ett silver vid VM 1997. Han missade VM 1999 och blev aldrig världsmästare. Sista landskampen spelade han den 1 juni 2003 mot Portugal.

## Efter handbollskarriären
Tillsammans med hans äldre bror Niklas "Izor" Larsson, känd från TV-programmet Gladiatorerna, och kompisen Svante Andersson, drev Andreas Larsson tidigare sex restauranger i Oslo, Jönköping och Skövde.
2010 var Andreas Larsson med och vann TV-programmet Fångarna på fortet med "Handbollslaget".
Larsson är den enda spelaren i IFK Skövde som fått sitt tröjnummer pensionerat och upphängd i Arena Skövde.

## Meriter  utanför handbollen
- JVM-guld 1993 i lagmotocross